# Fluorid barnatý
Fluorid barnatý (BaF2) je anorganická sloučenina. Jedná se o pevnou látku tvořenou bílými až bezbarvými krystaly. V přírodě se vyskytuje v podobě minerálu frankdicksonitu. Stejně jako další rozpustné sloučeniny barya je toxický.

## Struktura
Pevná forma přijímá fluoritovou strukturu za normálních podmínek a při vysokém tlaku strukturu chloridu olovnatého.
V plynném skupenství je molekula BaF2 nelineární, úhel F–Ba–F má velikost asi 180°.

## Použití
Fluorid barnatý je průhledný v oblasti od ultrafialového záření po infračervené záření (od 150–200 nm až po 11–11,5 μm a může být použit jako materiál pro optické součástky jako jsou objektivy. Je používán v oknech pro infračervenou spektroskopii.
Jeho transmitance při 200 nm je poměrně nízká (0,60), ovšem při 500 nm se zvyšuje na 0,96–0,97 a nemění se až do hodnoty 9 μm, kde se začíná snižovat (0,85 při 10 μm a 0,42 při 12 μm).
Index lomu se při 700 nm až 5 μm pohybuje kolem hodnoty 1,46.

## Podobné sloučeniny
- Chlorid barnatý
- Bromid barnatý
- Jodid barnatý
- Fluorid berylnatý
- Fluorid hořečnatý
- Fluorid vápenatý
- Fluorid strontnatý